# Llista de reis d'Escòcia

Escut tradicional del Regne d'Escòcia

## Casa d'Alpin
- 843-858: Kenneth I
- 858-862: Donald I, germà de l'anterior
- 862-877: Constantí I, fill de Kenneth I
- 877-878: Aedh d'Escòcia, germà de l'anterior
- 878-889: Eochaid d'Escòcia, nebot de l'anterior
- 878-889: Giric d'Escòcia, cosí d'Aedh
- 889-900: Donald II, fill de Constantí I
- 900-943: Constantí II, fill d'Aedh
- 943-954: Malcolm I, fill de l'anterior
- 954-962: Indulf d'Escòcia, fill de Constantí I
- 962-967: Dubh d'Escòcia, fill de Malcolm I
- 967-971: Culen d'Escòcia, fill d'Indulf
- 971-995: Kenneth II, fill de Malcolm I
- 995-997: Constantí III, fill de Culen
- 997-1005: Kenneth III, fill de Dubh
- 1005-1034: Malcolm II, fill de Kenneth II
- 1034-1040: Duncan I, net de Malcolm II
- 1040-1057: Macbeth d'Escòcia, marit de la neta de Kenneth III
- 1057-1058: Lulach, rebesnet de Kenneth III

## Casa de Dunkeld
- 1058 - 1093: Malcolm III, fill de Duncan I
- 1093 - 1094 i 1094 - 1097: Donald III, fill de Duncan I, juntament amb el seu nebot
- 1093 - 1094 i 1094 - 1097: Edmond I, fill de Malcolm III, juntament amb el seu oncle
- 1094: Duncan, fill de Malcolm III
- 1097 - 1107: Edgard d'Escòcia, germà de l'anterior
- 1107 - 1124: Alexandre I, germà de l'anterior
- 1124 - 1153: David I, germà de l'anterior
- 1153 - 1165: Malcolm IV, net de David I
- 1165 - 1214: Guillem I, germà de l'anterior
- 1214 - 1249: Alexandre II, fill de Guillem I
- 1249 - 1286: Alexandre III, fill de l'anterior
- 1286 - 1290: Margarida I d'Escòcia, neta de d'Alexandre III

## Casa Balliol – Primer Període
instaurada per Eduard I d'Anglaterra el 1292
- 1292-1296: Joan Balliol, descendent de David I

## Casa de Bruce
instaurada durant la Guerra de la Independència d'Escòcia
- 1306-1329: Robert I, descendent de David I
- 1329-1371: David II, fill de l'anterior

## Casa Balliol – Segon Període
- 1332-1336: Eduard Balliol, fill de Joan Balliol

## Dinastia Estuard
a partir de 1603 els reis d'Escòcia esdevindran reis d'Anglaterra i Irlanda
- 1371 - 1390: Robert II, nebot de David II i net de Robert I
- 1390 - 1406: Robert III, fill de l'anterior
- 1406 - 1437: Jaume I, fill de l'anterior
- 1437 - 1460: Jaume II, fill de l'anterior
- 1460 - 1488: Jaume III, fill de l'anterior
- 1488 - 1513: Jaume IV, fill de l'anterior
- 1513 - 1542: Jaume V, fill de l'anterior
- 1542 - 1567: Maria I d'Escòcia, filla de l'anterior
- 1567 - 1625: Jaume VI, fill de l'anterior, també rei d'Anglaterra
- 1625 - 1649: Carles I, fill de l'anterior

## Commonwealthi protectorat
- 1649-1658: Oliver Cromwell
- 1658-1659: Richard Cromwell

## Dinastia Estuard – Segon Període:La Restauració
a partir de 1707 reis del Regne de la Gran Bretanya
- 1649-1685: Carles II, fill de Carles I
- 1685-1688: Jaume VII, germà de l'anterior
- 1689-1694: Maria II, filla de l'anterior
- 1689-1702: Guillem II, associat fins al 1694 a Maria II, la seva muller, net de Carles I
- 1702-1714: Anna I, filla de Jaume VII

## Dinastia Hannover
a partir de 1801 reis del Regne Unit de la Gran Bretanya i Irlanda
- 1714-1727: Jordi I, net de Carles II
- 1727-1760: Jordi II, fill de l'anterior
- 1760-1820: Jordi III, net de l'anterior
- 1820-1830: Jordi IV, fill de l'anterior
- 1830-1837: Guillem IV, germà de l'anterior
- 1837-1901: Victòria I, neboda dels dos anteriors i neta de Jordi III

## Dinastia Saxònia-Coburg-Gotha
(Windsor des de 1917)
a partir de 1927 reis del Regne Unit de la Gran Bretanya i Irlanda del Nord
- 1901-1910: Eduard VII, fill de l'anterior
- 1910-1936: Jordi V, fill de l'anterior
- 1936: Eduard VIII, fill de l'anterior
- 1936-1952: Jordi VI, germà de l'anterior
- 1952-2022: Elisabet II, filla de l'anterior
- des de 2022: Carles III, fill de l'anterior